# District d'Iruma
Pour la ville, voir Iruma.
Le district d'Iruma (入間郡, Iruma-gun) est un district situé dans la préfecture de Saitama, au Japon.

## Géographie

### Démographie
En 2008, le district d'Iruma avait une population de 90 045 habitants répartis sur une superficie totale de 89,77 km2 (densité de population de 1 000 hab./km2).

### Divisions administratives
Le district d'Iruma est constitué de trois bourgs : Miyoshi, Moroyama et Ogose.